# Julian Brandt
Julian Brandt (Bréma, 1996. május 2. –) német válogatott labdarúgó, a német Bundesliga-ban szereplő Borussia Dortmund játékosa.

## Pályafutása

### Ifjúsági csapatok
A brémai születésű Julian gyerekkora óta futballozik, első csapatai az SC Borgfeld és az FC Oberneuland voltak. 2011-ben a VfL Wolfsburg igazolta le a fiatal tehetséget, első idényében a farkasok U17-es csapatával a B-Junioren Bundesliga területi második helyén végzett. 2012 nyarán, 16 évesen felkerült az U19-esek közé, akikkel területi bajnokságukat megnyerve bejutottak az A-Junioren Bundesliga kieséses szakaszába. (A szezon során 23 mérkőzésen 13 gólt szerzett.) A Hansa Rostock elleni, hosszabbításban megnyert döntőn Brandt végig a pályán volt. A Bundesligával párhuzamosan Brandt játszott a NextGen Series csoportkörében, ahol a Tottenham és az Anderlecht U19-es csapatai ellen gólt szerzett. A 17 éves tehetség a következő idényt is jól kezdte, az őszi szezon során 14 mérkőzésen 6 gólt szerzett. A téli szünetben az átmenetileg kreatív támadókban hiányt szenvedő Bayer Leverkusen igazolta le 350 ezer euró átigazolási díj ellenében.

### Bayer Leverkusen

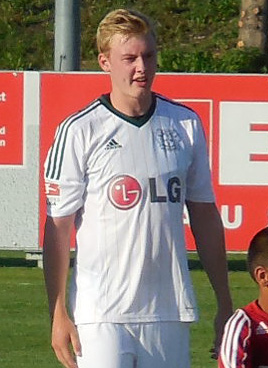
Brandt, 2014

A Leverkusen negyedosztályban szereplő második csapatnál bemutatkozó Brandt első mérkőzésén rögtön gólt szerzett. Ez a teljesítmény azonnal utat nyitott neki az első csapathoz: a Bundesligában 2014. február 15-én, egy Schalke elleni vesztes mérkőzésen debütált csereként. Három nappal később bemutatkozhatott a Bajnokok ligájában is, a PSG elleni nyolcaddöntő első felvonásán egy teljes félidőt kapott (!). Április 4-én megszerezte első Bundesliga-gólját: a Hamburg elleni mérkőzés 58. percében Adler bevédte Brandt nem különösebben erős lövését. E mérkőzés után Julian rendre a kezdőcsapatban kapott helyet. Az idényt végül 2 góllal és 2 gólpasszal zárta. A következő idény elején bokaszalag szakadást szenvedett, így egy hónapot ki kellett hagynia. Visszatérése után jobbára kiegészítő embernek számított, a Bellarabi-Szon szélsőpáros tagjait váltotta a mérkőzéseken. A büntetőrúgással végződő Atlético de Madrid elleni BL-nyolcaddöntőt a padról nézte végig, a Bayern München elleni úgyszintén maratoni német kupa negyeddöntőt végigjátszotta. A gyógyszergyáriak mindkét esetben alulmaradtak. A szezont végül 4 találattal zárta. A 2015-16-os idény első felében is főleg csereként játszott, de azért a Viktoria Köln elleni német kupa mérkőzésen jegyzett 1 góljával és 3 gólpasszával jelezte, hogy figyelni kell rá. Igazán a tavaszi félszezonban lendült formába, remek összjátékával kiszorította a tapasztaltabb Mehmedit a kezdőcsapatból. A március 20. és április 30. közötti 6 forduló mindegyikén betalált, mely egyedülálló a klub történetében. Összesen 9 góllal végzett, mellyel Chicharito mögött a második lett a házi góllövőlistán.

### Borussia Dortmund
2019. május 22-én hivatalosá vált, hogy 25 millió euró fejében, öt évre írt alá a Borussia Dortmundhoz.

### A válogatottban

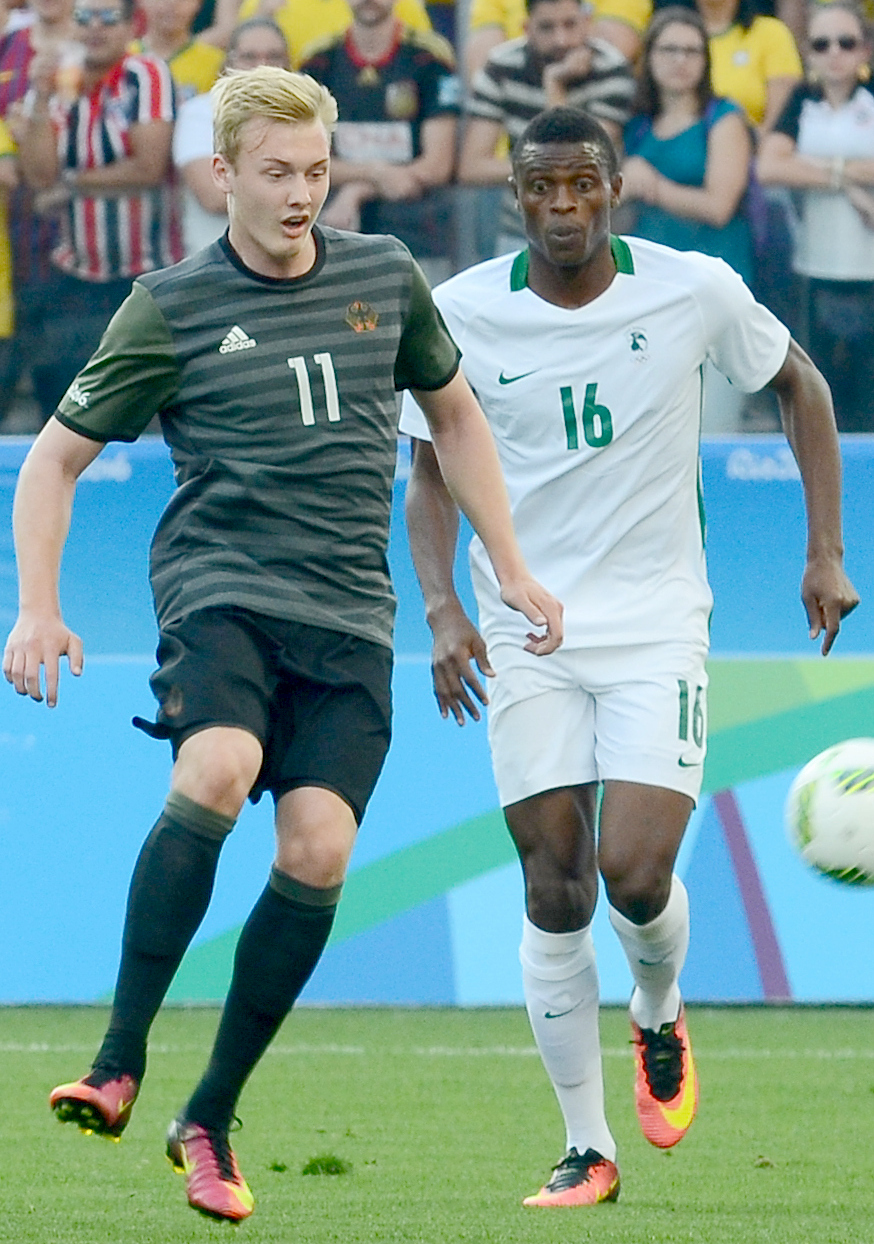
Olimpia, Rio 2016

Brandt több német korosztályos válogatottban is játszott, az U17-esekkel részt vett a 2012-es Európa-bajnokságon, ahol ezüstéremmel zártak. Julian az összes mérkőzésen a rkeken kapott helyet.

2014 júniusában a német U19-es válogatottal kvalifikálta magát a Magyarországon megrendezésre kerülő U19-es Európa-bajnokságra. A tornát végül megnyerték, Brandt az összes mérkőzésen pályára lépett. 2015-ben részt vett az U20-as világbajnokságon, ahol 2 gólt szerzett a meglepetésre már a negyeddöntőben búcsúzó, nagy esélyesnek kikiáltott német csapatban.

2016 augusztusában a német U23-as csapat tagjaként részt vett a rioi olimpián. A döntőig jutó válogatott minden mérkőzését végigjátszotta, gólt ugyan nem szerzett, de 6 mérkőzésen 7 gólpasszt adott. A tizenegyesekkel elvesztett fináléban saját büntetőjét értékesítette.

A felnőtt válogatottban mindössze 20 évesen, 2016. május 29-én, egy Szlovákia elleni barátságos mérkőzésen mutatkozott be. Egy félidőt játszott az 1-3 arányban elveszített mérkőzésen. Tagja volt a 2016-os Európa-bajnokságra készülő német válogatottnak, de a végső keretszűkítés után kiesett az utazó keretből.

## Sikerei, díjai
Klub szinten
- A-Junioren-Bundesliga: bajnok (VfL Wolfsburg U19, 2013)

Válogatott szinten
- U17-es Európa-bajnokság: ezüstérmes (Németország U17, 2012)
- U19-es Európa-bajnokság: aranyérmes (Németország U19, 2014)
- Olimpia: ezüstérmes (Németország U23, 2016)

Egyéni
- Fritz Walter érem ezüst fokozata (U17) (VfL Wolfsburg U19, 2013)
- Fritz Walter érem arany fokozata (U18) (Bayer Leverkusen, 2014)

A Fritz Walter éremmel legjobb fiatal német labdarúgókat tüntetik ki több kategóriában.

## Statisztikái

### Klubokban
Legutóbb frissítve: 2019.  május 18-án.
| Klub             | Szezon         | Liga            | Liga  | Kupa            | Kupa  | Európai         | Európai | Összesen        | Összesen |
| Klub             | Szezon         | Pályára lépések | Gólol | Pályára lépések | Gólol | Pályára lépések | Gólol   | Pályára lépések | Gólol    |
| ---------------- | -------------- | --------------- | ----- | --------------- | ----- | --------------- | ------- | --------------- | -------- |
| Bayer Leverkusen | 2013–14        | 12              | 2     | 0               | 0     | 2               | 0       | 14              | 2        |
| Bayer Leverkusen | 2014–15        | 25              | 4     | 4               | 0     | 6               | 0       | 35              | 4        |
| Bayer Leverkusen | 2015–16        | 29              | 9     | 3               | 1     | 12              | 0       | 44              | 10       |
| Bayer Leverkusen | 2016–17        | 32              | 3     | 0               | 0     | 8               | 1       | 40              | 4        |
| Bayer Leverkusen | 2017–18        | 34              | 9     | 5               | 3     | –               | –       | 39              | 12       |
| Bayer Leverkusen | 2018–19        | 33              | 7     | 3               | 2     | 7               | 1       | 43              | 10       |
| Bayer Leverkusen | Összesen       | 165             | 34    | 15              | 6     | 35              | 2       | 215             | 42       |
| Teljes karrier   | Teljes karrier | 165             | 34    | 15              | 6     | 35              | 2       | 215             | 42       |

### A válogatottban
Legutóbb frissítve: 2019. március 20-án.
| Nemzet      | Év       | Pályára lépések | Gólok |
| ----------- | -------- | --------------- | ----- |
| Németország |          |                 |       |
| 2016        | 4        | 0               |       |
| 2017        | 9        | 1               |       |
| 2018        | 10       | 1               |       |
| 2019        | 1        | 0               |       |
| Összesen    | Összesen | 24              | 2     |

### Góljai a válogatottban
| #  | Dátum               | Helyszín                                   | Ellenfél   | Gól | Végeredmény | Verseny                          |
| -- | ------------------- | ------------------------------------------ | ---------- | --- | ----------- | -------------------------------- |
| 1. | 2017. június 10.    | Max-Morlock-Stadion, Nürnberg, Németország | San Marino | 6–0 | 7–0         | 2018-as világbajnokság-selejtező |
| 2. | 2018. szeptember 9. | Rhein-Neckar-Arena, Sinsheim, Németország  | Peru       | 1–1 | 2–1         | Barátságos mérkőzés              |